# Forte (efternamn)
Forte är ett italienskt efternamn.

## Personer med efternamnet
- Ade Alleyne-Forte  (född 1988), trinidadisk kortdistanslöpare
- Bob Forte (1922–1996), amerikansk utövare av amerikansk fotboll
- Will Forte  (född 1970), amerikansk komiker